# De wonderlijke speelman
De wonderlijke speelman is een sprookje, opgetekend door de gebroeders Grimm in hun Kinder- und Hausmärchen onder volgnummer KHM8. De originele naam van het sprookje is Der wunderliche Spielmann.

## Het verhaal
Een wonderlijke speelman loopt door het bos en wil wat gezelschap omdat hij zich verveelt. Hij pakt zijn viool en de muziek klinkt door het bos, al snel komt er een wolf door het struikgewas. De speelman zat niet te wachten op een wolf, maar de wolf wil graag leren spelen op de viool. De speelman zegt dat de wolf alles moet doen wat hij zegt en hij neemt hem mee naar een oude eik, die vanbinnen hol is en in het midden opengespleten. De wolf moet zijn voorpoten in de spleet leggen, de speelman pakt een steen en zet met één klap de poten van de wolf vast. De speelman gaat verder en speelt opnieuw een deuntje, dan komt er een vos op de muziek af.
De speelman zat ook niet te wachten op een vos, maar de vos wil ook leren viool spelen. Ook de vos moet alles doen wat de speelman hem opdraagt en ze gaan samen op pad. Ze komen bij een pad met hoge struiken aan beide zijden, waar de speelman een hazelaar omlaag buigt en zijn voet op de top zet. Dit doet hij ook met een boompje aan de andere kant van het pad, en hij bindt de linkervoorpoot aan de linkerstam. De rechtervoorpoot wordt aan de rechterstam gebonden, waarna hij de boompjes loslaat. De vos vliegt de lucht in, waar hij blijft zweven en de speelman gaat verder op het pad. Na een tijdje speelt hij opnieuw op zijn viool, en dan komt een haas op het geluid af.
Ook op een haas zat de speelman niet te wachten, de haas wil ook leren hoe hij viool kan spelen. De speelman zegt ook de haas alles te doen wat hem opgedragen wordt en ze gaan samen op weg als een leerling met zijn meester. Bij een open plek in het bos bindt de speelman een lang touw om de nek van het haasje en knoopt het andere eind aan een boom. De haas moet twintig keer rond de boom rennen, waarna het haasje gevangenzit. De wolf heeft zichzelf inmiddels bevrijd en rent de speelman woedend achterna. De vos ziet hem en roept dat de speelman hem heeft bedrogen, waarna de wolf de boompjes omlaag trekt en de touwen doorbijt. Samen gaan ze op pad om wraak te nemen, ze vinden het vastgebonden haasje en bevrijden hem ook.
Inmiddels heeft de speelman opnieuw muziek gemaakt, en deze keer is een houthakker op het geluid afgekomen. Of hij wilde of niet, hij moest ophouden met zijn werk en komt met zijn bijl naar de speelman. De speelman is blij eindelijk een mens te zien in plaats van een wild dier en terwijl hij voor de houthakker speelt komen de drie dieren aanhollen. De houthakker gaat met zijn bijl voor de speelman staan en zegt dat ze met hem te maken krijgen als ze de speelman iets aan willen doen. De dieren worden bang en rennen het bos in, waarna de speelman nog een wijsje voor de houthakker speelt als dank voor zijn hulp.

## Achtergronden
- Het sprookje komt uit Lorsch bij Worms (de "Nibelungenstad", zie ook het Nibelungenlied).
- Waarschijnlijk is het sprookje niet volledig, er wordt niet duidelijk gemaakt waarom de speelman de dieren eerst oproept met zijn muziek en daarna zo wreed behandelt.
- Iets boosaardigs vastklemmen (in hout) komt ook voor in het Sprookje van iemand die erop uittrok om te leren griezelen (KHM4), Het snuggere snijdertje (KHM114) en Sneeuwwitje en Rozerood (KHM161). Ook in het middeleeuwse Van den vos Reinaerde komt dit voor.
- Een toverviool speelt ook een rol in De jood in de doornstruik (KHM110).
- De speelman heeft overeenkomsten met de heros Orpheus uit de Griekse mythologie, dieren kwamen op zijn muziek af en bomen bogen zich voor hem.
- Vergelijk Hans-mijn-egel (KHM108).